# Philosophie/Psychologie/Pädagogik
Philosophie/Psychologie/Pädagogik (PPP) ist ein Schwerpunktfach in der Ausbildung zur Matura in der Schweiz. Als Schwerpunktfach ist PPP auch Maturitätsfach, d. h., es wird am Ende des Gymnasiums mit einer schriftlichen und mündlichen Maturitätsprüfung abgeschlossen. Philosophie/Psychologie/Pädagogik wird in der Regel von mehr als einer Lehrkraft unterrichtet; verbreitet ist die Aufteilung Philosophie und Psychologie/Pädagogik. 

## Kantonales Angebot
Das Schwerpunktfach PPP wird nicht in allen Kantonen angeboten. Das Angebot besteht unter anderem in den Kantonen Aargau, Appenzell Innerrhoden, Bern, Basel-Stadt und Graubünden. In einigen Kantonen werden Psychologie/Pädagogik und Philosophie je als Ergänzungsfach angeboten. So unter anderem in den Kantonen Appenzell Ausserrhoden, Basel-Landschaft, Luzern, Zürich. In einigen Kantonen ist Philosophie kantonales Grundlagenfach, so unter anderem in den Kantonen Genf, Jura, Neuenburg, Nidwalden und Obwalden.
Im Kanton Basel-Stadt hatte 2012 das Erziehungsdepartement vorgeschlagen, das Schwerpunktfach PPP abzuschaffen. Unter anderem aufgrund von Schülerprotesten haben Erziehungsdepartement und Erziehungsrat im Januar 2013 beschlossen, das Fach beizubehalten und stattdessen die freie Schulwahl einzuschränken.